# Zagroba
Zagroba – wieś sołecka w Polsce położona w województwie mazowieckim, w powiecie płockim, w gminie Bielsk. Leży nad Sierpienicą.
W latach 1975–1998 miejscowość administracyjnie należała do województwa płockiego. 1 stycznia 2003 będąca dotychczasową częścią wsi Zagrobka została zlikwidowana jako osobna miejscowość.
We wsi znajduje się parafia pw. św. Wojciecha oraz szkoła podstawowa im. Towarzystwa Przyjaciół Dzieci